# Hornera foliacea
Hornera foliacea är en mossdjursart som först beskrevs av William MacGillivray 1869.  Hornera foliacea ingår i släktet Hornera och familjen Horneridae.
Artens utbredningsområde är havet kring Nya Zeeland. Inga underarter finns listade i Catalogue of Life.